# Laurin & Klement K
Laurin & Klement K byl automobil vyráběný firmou Laurin & Klement od roku 1911 do roku 1915. Vyrobilo se celkem 214 kusů.
Stejně jako ostatní vozy Laurin & Klement měl motor uložený vpředu s pohonem zadních kol, tuhou nápravu a listová pera. Vůz měl motor SV a čtyřstupňovou převodovku, objem byl 4253 cm³, výkon 31 kW (42 koní) vrtání bylo 95 mm a zdvih 150 mm. Vůz dosahoval rychlosti 85 – 90 km/h.